# Солдатова, Ирина Борисовна
Солдатова Ирина Борисовна (23 февраля 1965, Чебоксары, Чувашская АССР, РСФСР, СССР — 17 февраля 2002, Чебоксары) — советская спортсменка, лучница; чемпионка мира. Заслуженный мастер спорта СССР по стрельбе из лука.

## Биография
Родилась в городе Чебоксары Чувашской АССР.
В 1985 году участвовала в чемпионате мира по стрельбе из лука. Завоевала чемпионский титул.
Воспитанница ДЮСШ Чебоксарского хлопчатобумажного комбината.
Окончила в 2000 году факультет физической культуры Чувашского государственного педагогического университета (2000).
Работала тренером.

## Достижения
- Мастер спорта СССР по стрельбе из лука (1981)[3]
- Заслуженный мастер спорта СССР (1986)
- Чемпионка и рекордсменка Чувашии, призёр (1985)
- чемпионка РСФСР (1984)[3]
- победительница 8-й летней Спартакиады народов РСФСР (1983)[3]
- призёр 8-й летней Спартакиады народов СССР (1983)[3]
- победитель Кубка (1987)[3]
- Чемпионка Мира (1985)[3]
- Чемпионка СССР (1985)[3]
- обладательница Кубка СССР (1987)[3]